# 2 Dywizja Zwalczania Okrętów Podwodnych

Admirał Czabanienko

2 Dywizja Zwalczania Okrętów Podwodnych (31 DOZOP) – morski związek taktyczny Sił Zbrojnych Federacji Rosyjskiej w strukturach Floty Północnej.

## Okręty
| Okręty dywizji w linii w 2008 |                |       |                 |
| Nazwa                         | Projekt        | Numer | Uwagi           |
| Admirał Czabanienko           | projekt 1155.1 | 650   | w linii od 1989 |
| Admirał Lewczenko             | projekt 1155   | 605   | w linii od 1988 |
| Admirał Charłamow             | projekt 1155   | 678   | w linii od 1989 |
| Wiceadmirał Kułakow           | projekt 1155   | 400   | w linii od 1981 |
| Seweromorsk                   | projekt 1155   | 619   | w linii od 1987 |
| Marszał Wasilewski            | projekt 1155   |       | w linii od 1983 |